# Kulli-Kultur

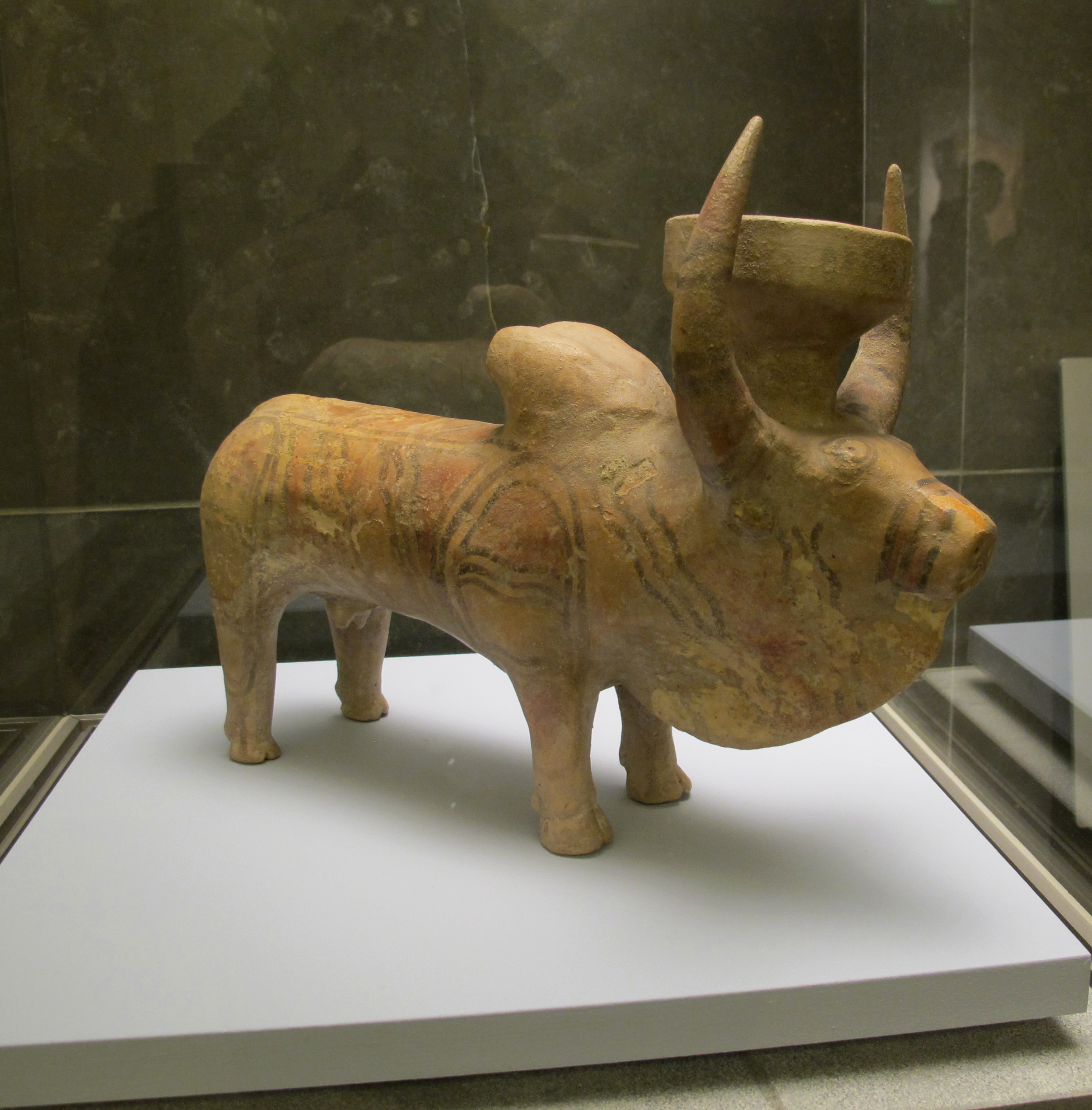
Trinkgefäß aus Terrakotta, Pakistan, Fundort Nindowari, 2300–2000 v. Chr., Guimet Museum, Paris.

Kulli-Kultur ist die moderne Bezeichnung einer bronzezeitlichen Kultur im südlichen Belutschistan, die etwa zur gleichen Zeit (um 2500 bis 1900 v. Chr.) wie die Indus-Kultur existierte und mit dieser eng verwandt war. Sie ist nach dem Ort Kulli in Kolwa benannt, wo Sir Aurel Stein diese Kultur entdeckte.
Der Kulli-Kulturkomplex ist bisher wenig erforscht. Es gibt bisher kaum Kulli-Orte, an denen großflächig gegraben worden ist.

## Siedlungen

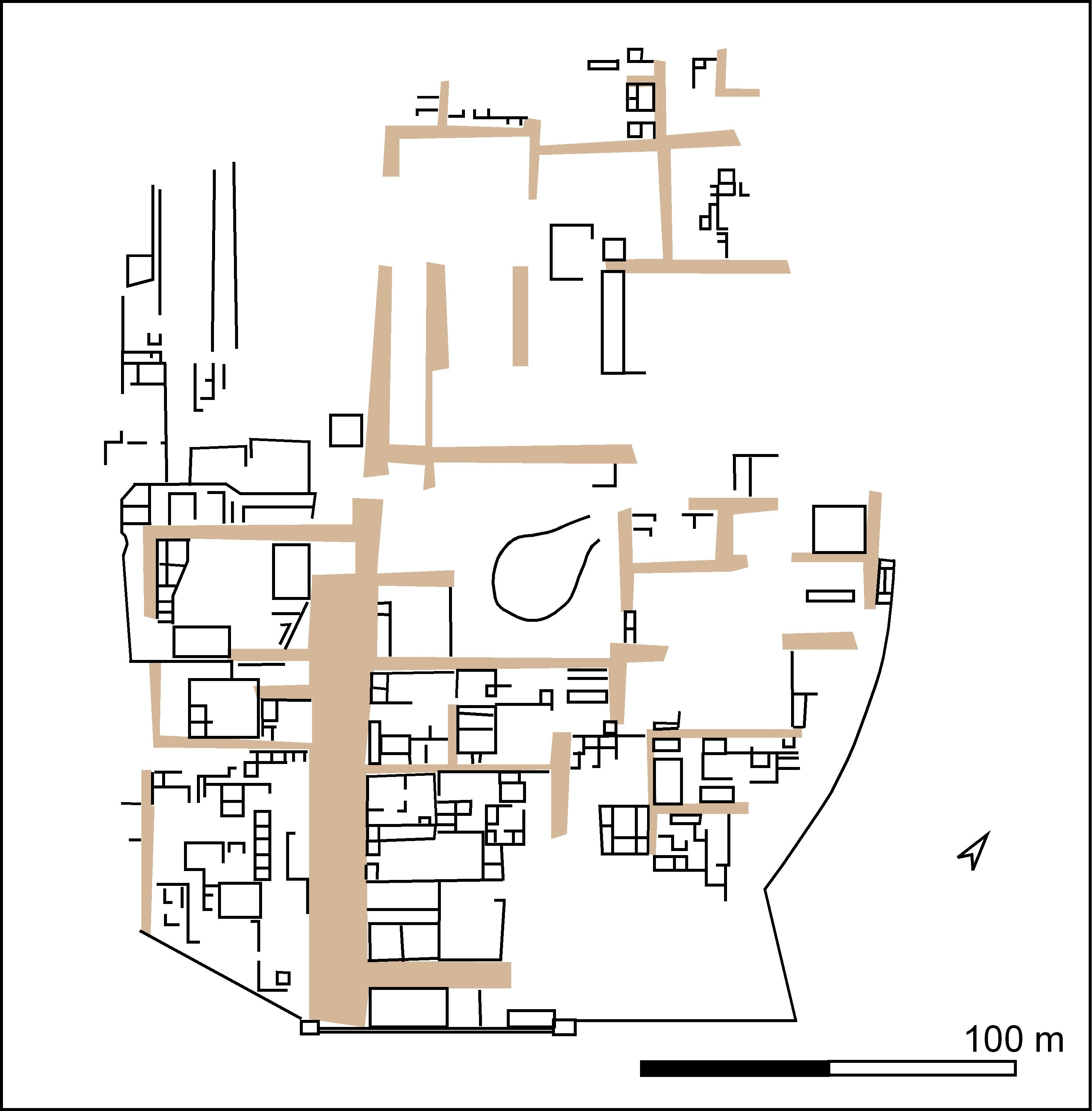
Plan der Kulli-Siedlung Kasota Qila Mound II

Typisch sind große stadtartige, anscheinend planmäßig angelegte Siedlungen. Oftmals handelt es sich um Tells. Das bevorzugte Baumaterial war Stein. Diese reichen von groben, unbearbeiteten Blöcken bis zu sauber bearbeiteten Steinen. Die Steinhäuser wurden entlang gerader Straßen  errichtet. Die größte bisher entdeckte Stadt ist Murda Sang mit einer Fläche von etwa 35 ha, in deren Nähe sich auch zwei mächtige Dammanlagen fanden. Hauptwirtschaftszweig war sicherlich der Ackerbau, wobei die Dammanlagen auf eine ausgeklügelte Bewässerungswirtschaft hindeuten.

## Bestattungen
Es gibt nur wenige Belege zu den Bestattungssitten. In Mehi konnten immerhin 10 Bestattungen untersucht werden. Die verbrannten Knochen sind in den Urnen, aber auch direkt in die Erde deponiert worden. In einem Fall fanden sich sechs Schädel von Kindern über dem von einem Erwachsenen. Als Grabbeigaben fand sich Keramik. Es gab Tonfiguren und einige Kupferobjekte.

## Materielle Kultur

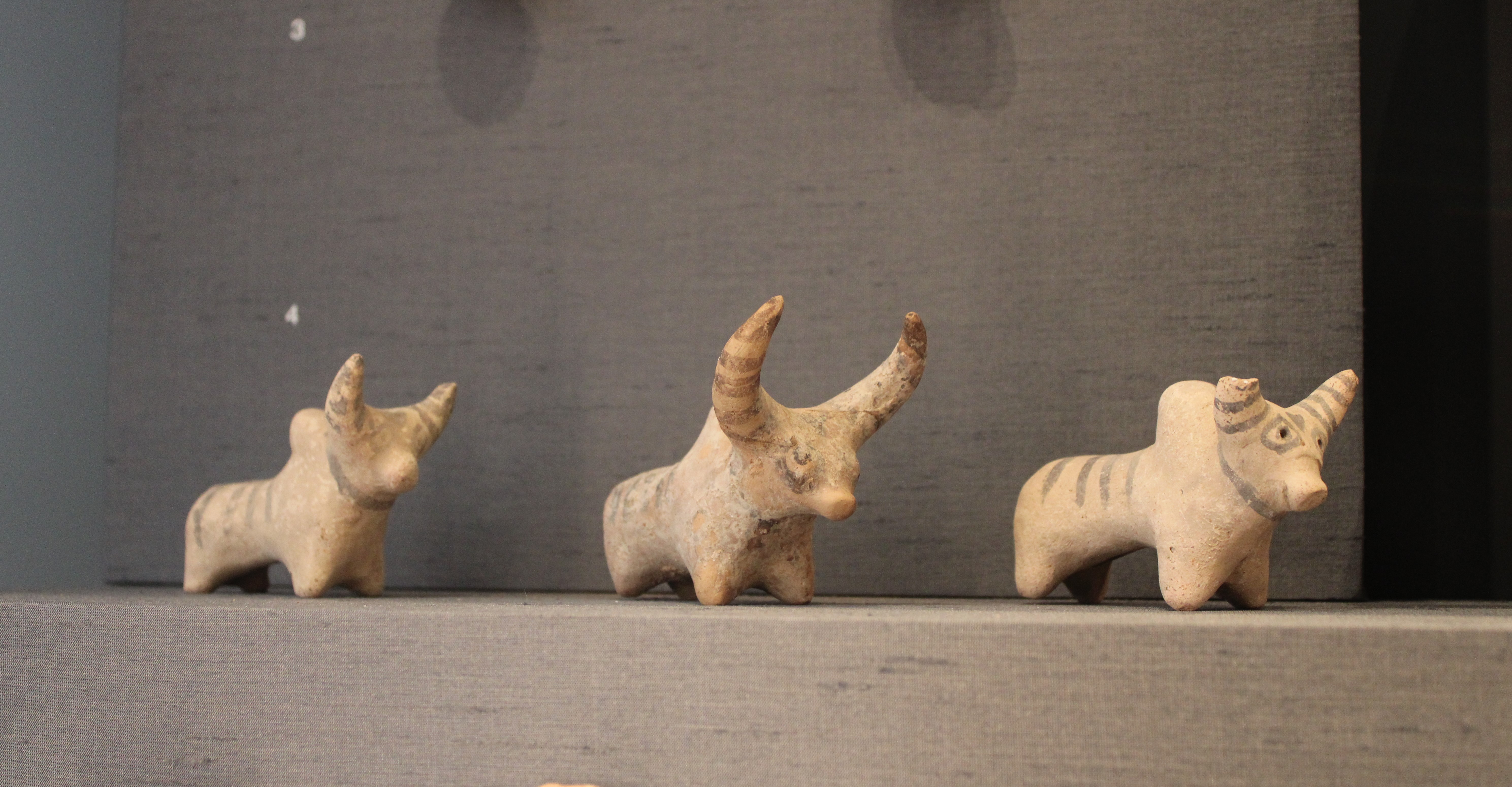
Terrakotta-Büffel-Figuren

Die Keramik und andere Objekte der Kultur, wie kleine Tonfiguren, sind eindeutig mit der Indus-Kultur verwandt. Es gibt aber lokale Varianten vor allem der Keramik. Rinderfiguren sind in großer Anzahl an Kulli-Orten gefunden worden. Die Figuren sind 8 bis 10 cm lang und in der Regel mit einem Buckel dargestellt. Es handelt sich also um Zebus. Sie sind meist mit einem Streifenmuster bemalt, das wahrscheinlich rein dekorativ ist. Neben den Rinderfiguren fanden sich auch zahlreiche Frauenfiguren, obwohl sie weniger häufig als die Rinder sind. Die Figuren sind meist eher einfach gestaltet und reichen nur bis zur Hüfte und stehen dort auf einem flachen Untersatz. Das Gesicht ist grob gearbeitet und wirkt fast wie eine Karikatur. Sie tragen oftmals reichen Schmuck, wie Ketten, aber auch Armbänder. Im Friedhof von Mehi fanden sich auch zahlreiche Kupferobjekte, worunter sich ein Spiegel mit einer Frau als Griff befindet. Daneben gibt es zwei Nadeln, ein kupfernes Armband und eine kleine Kupferschale. Eine Analyse der Schale zeigte, dass dem Kupfer-Nickel beigegeben war.
Momentan muss die Frage offenbleiben, ob die Kulli-Kultur eine provinzielle Variante der Indus-Kultur war oder einen eigenen Kulturkomplex darstellt. Auf alle Fälle kann von einem intensiven Handel zwischen beiden Kulturen ausgegangen werden. Kulli-Keramik fand sich auch in Umm an-Nar auf der Arabischen Halbinsel und im Iran. Aus Mehi stammen auch Chloritgefäß, die aus dem heutigen Iran importiert wurden und von der Dschiroft-Kultur produziert und gehandelt wurden.
In der Kulli-Kultur waren bereits Siegel in Gebrauch.

## Ende
Nach dem Ende der Kulli-Kultur kurz nach 2000 v. Chr. war das südliche Belutschistan anscheinend längere Zeit unbesiedelt oder zumindest von nur wenigen Menschen bewohnt.